# Legend of the seven dreams
Legend of the seven dreams is een studioalbum van Jan Garbarek. Hij nam het album met verschillende muzikanten op in de Rainbow Studio in Oslo onder leiding van Jan Erik Kongshaug. 

## Musici
- Jan Garbarek – sopraansaxofoon, tenorsaxofoon, fluit

met medewerking van
- Eberhard Weber – bas (tracks 3, 6)
- Rainer Brüninghaus – toetsinstrumenten (tracks 1, 3, 4, 6, 7)
- Nana Vasconcelos – percussie (tracks 1, 3, 4, 6, 7)

## Muziek
Alle muziek van Jan Garbarek, behalve het begin van track 1 dat gebaseerd is op de Saami joik Aillohas 

| Nr. | Titel                    | Duur  |
| --- | ------------------------ | ----- |
| 1.  | He comes from the north  | 13:34 |
| 2.  | Aichuri, the song man    | 5:03  |
| 3.  | Tongue of secrets        | 8:07  |
| 4.  | Brother wind             | 8:03  |
| 5.  | It’s name is secret road | 1:43  |
| 6.  | Send word                | 7:12  |
| 7.  | Voy cantando             | 6:46  |
| 8.  | Mirror stone I           | 1:11  |
| 9.  | Mirror stone II          | 2:29  |